# Zwettltal

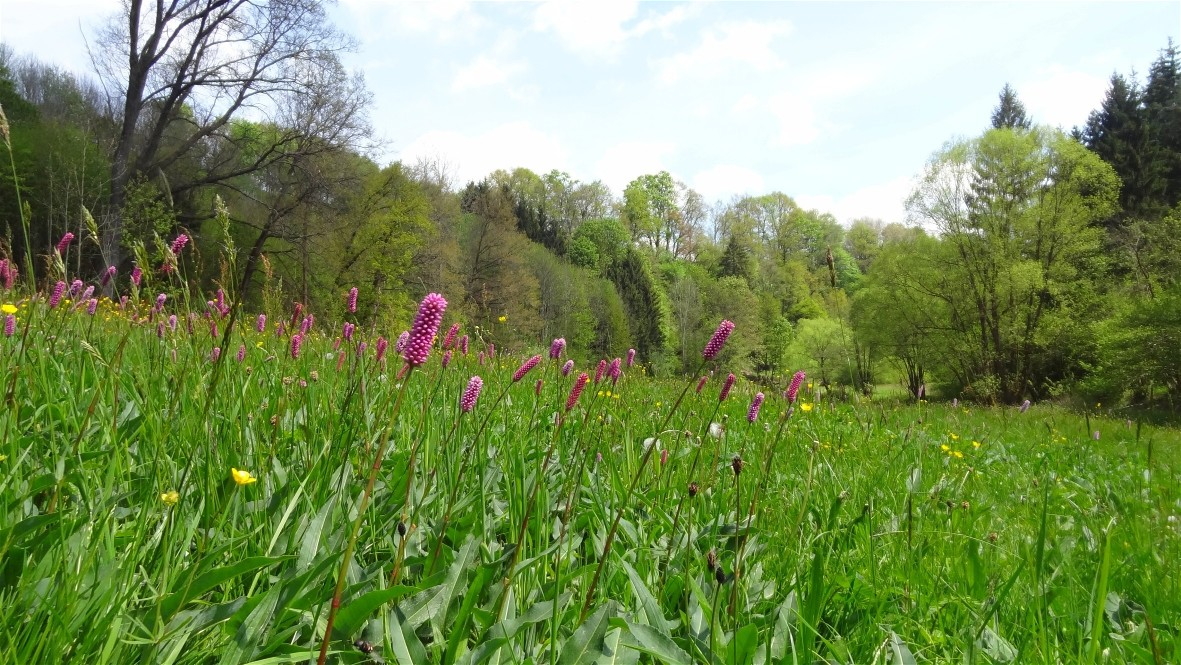
Wiese an der Zwettl im Natura 2000-Gebiet „Waldviertler Teich-, Heide- und Moorlandschaft“.

Als Zwettltal wird das markant eingeschnittene Gelände entlang des Flusses Zwettl westlich der gleichnamigen Stadt Zwettl in Niederösterreich bezeichnet.

## Freizeit und Tourismus
Im Bereich der Stadt Zwettl wurden entlang des Flusses mehrere Freizeit- und Sportstätten (Eislaufplatz, Zwettltal-Stadion, Zwettlbad, Tennisplätze, Abenteuerspielplatz) sowie ein Fischlehrpfad angelegt.
Beiderseits der Zwettl existieren Wanderwege, Lauf-, Nordic-Walking- und Mountainbike-Strecken.

## Ökologische Bedeutung
Das Zwettltal ist ein Natura 2000-Schutzgebiet. Geschützt sind im Bereich des Zwettltals unter anderem der Fischotter (Lutra lutra), die Flussperlmuschel (Margaritifera margaritifera), die Gemeine Flussmuschel (Unio crassus), die Groppe (Cottus gobio), der prioritäre Steinkrebs (Austropotamobius torrentium), mehrere Fledermausarten (Microchiroptera), die Lebensraumtypen Fluthahnenfußgesellschaften (Code 3260, Flüsse mit Vegetation des Ranunculion fluitantis und des Callitricho-Batrachion), Silikatfelsen mit Felsspaltenvegetation (Code 8220) und die prioritären Schlucht- und Hangmischwälder (Code 9180).

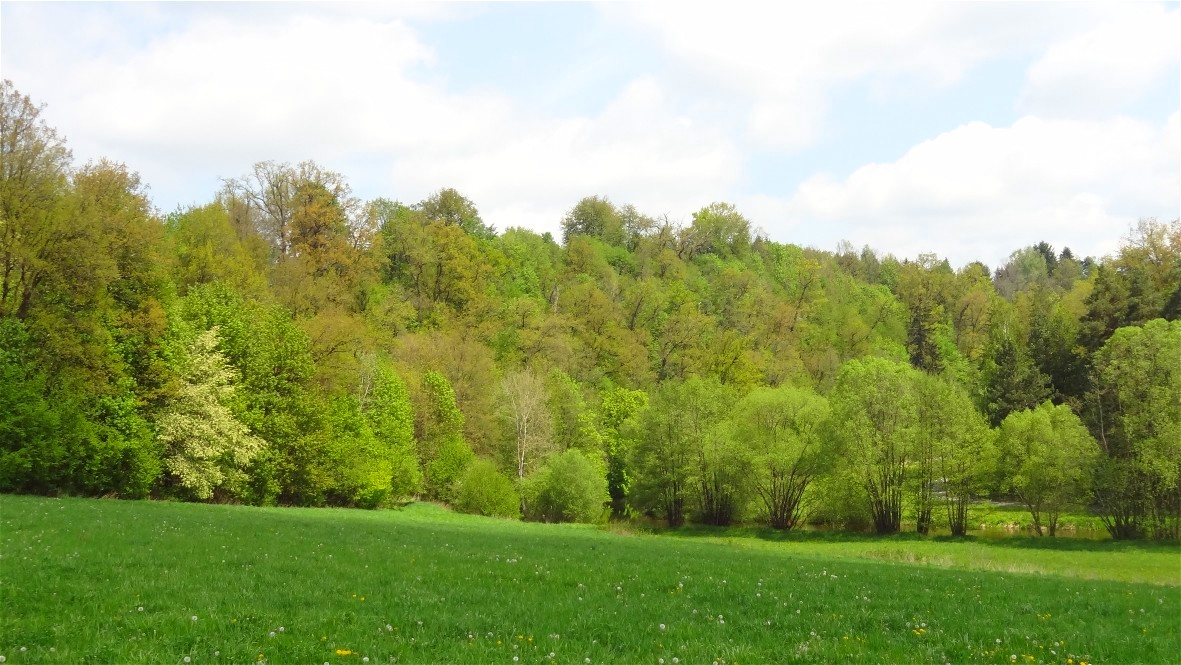
Zwettltal mit Lebensraumtyp „Schlucht- und Hangmischwälder“
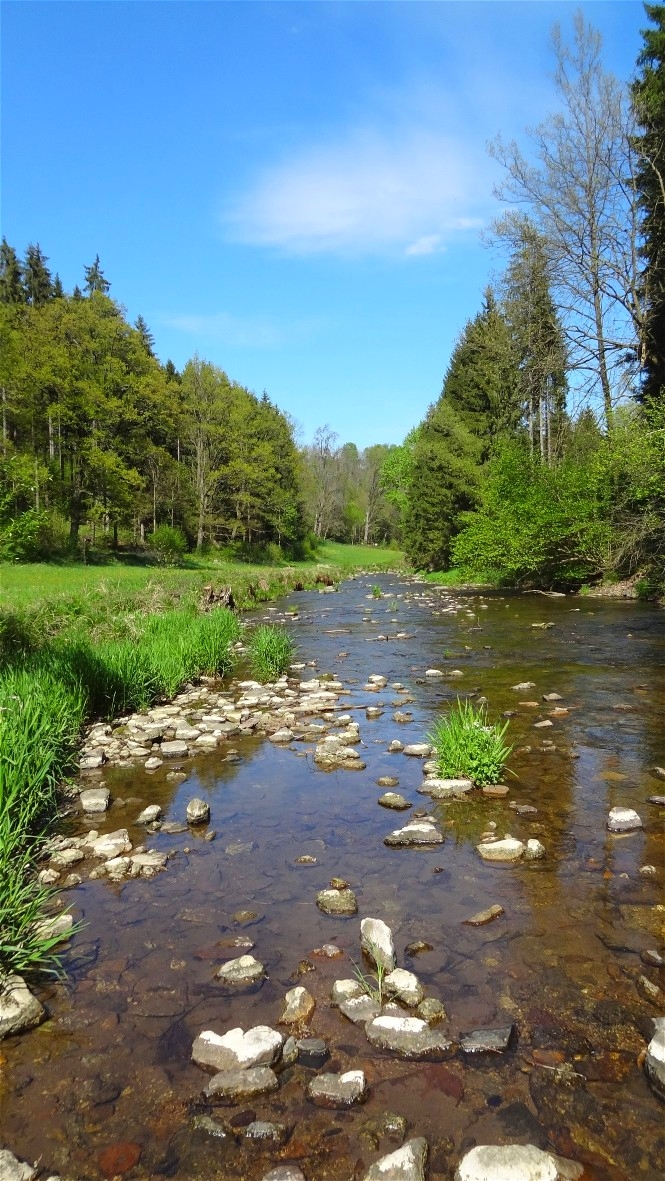
Zwettl
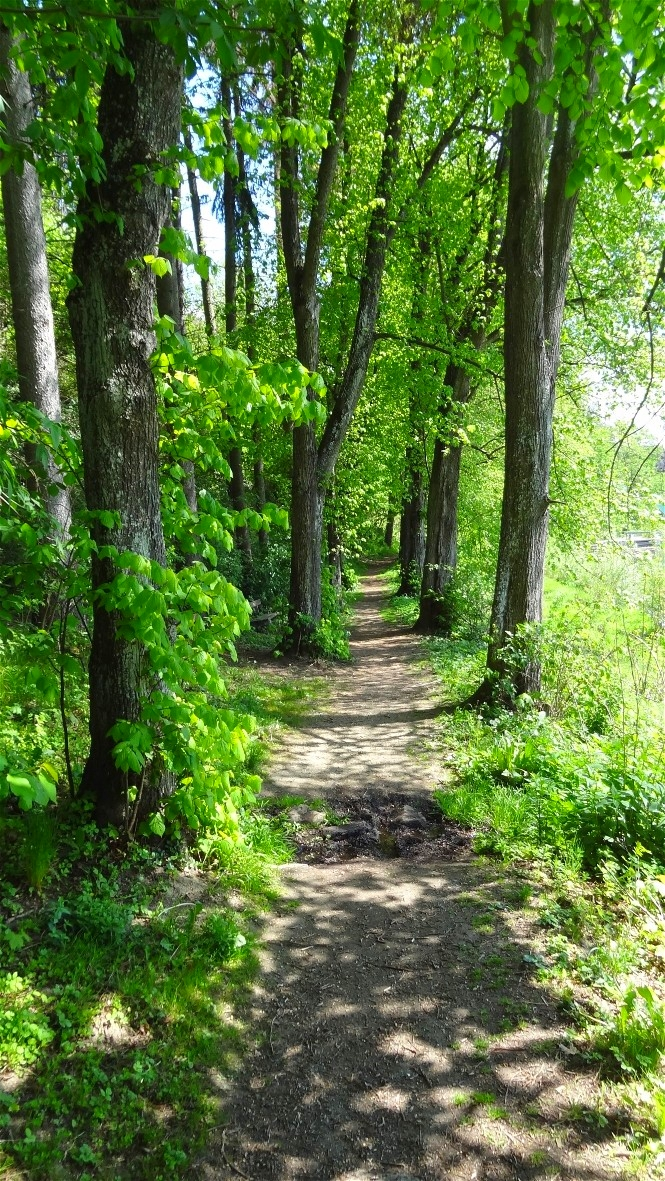
Fußweg im Zwettltal
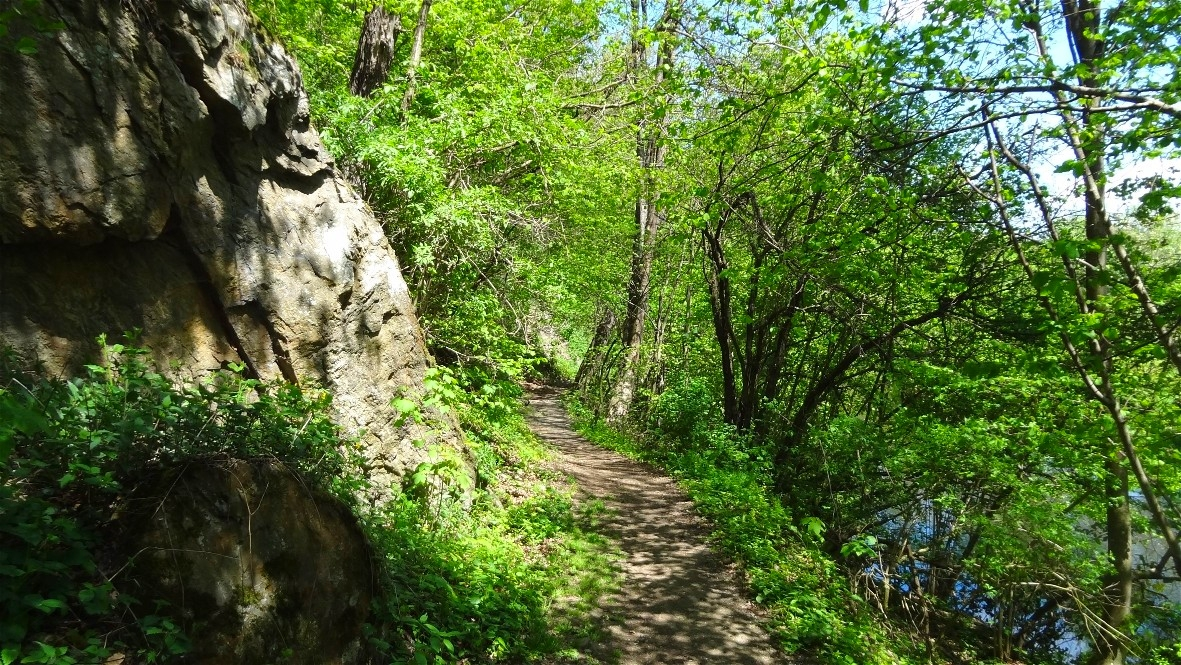
Fußweg im Zwettltal
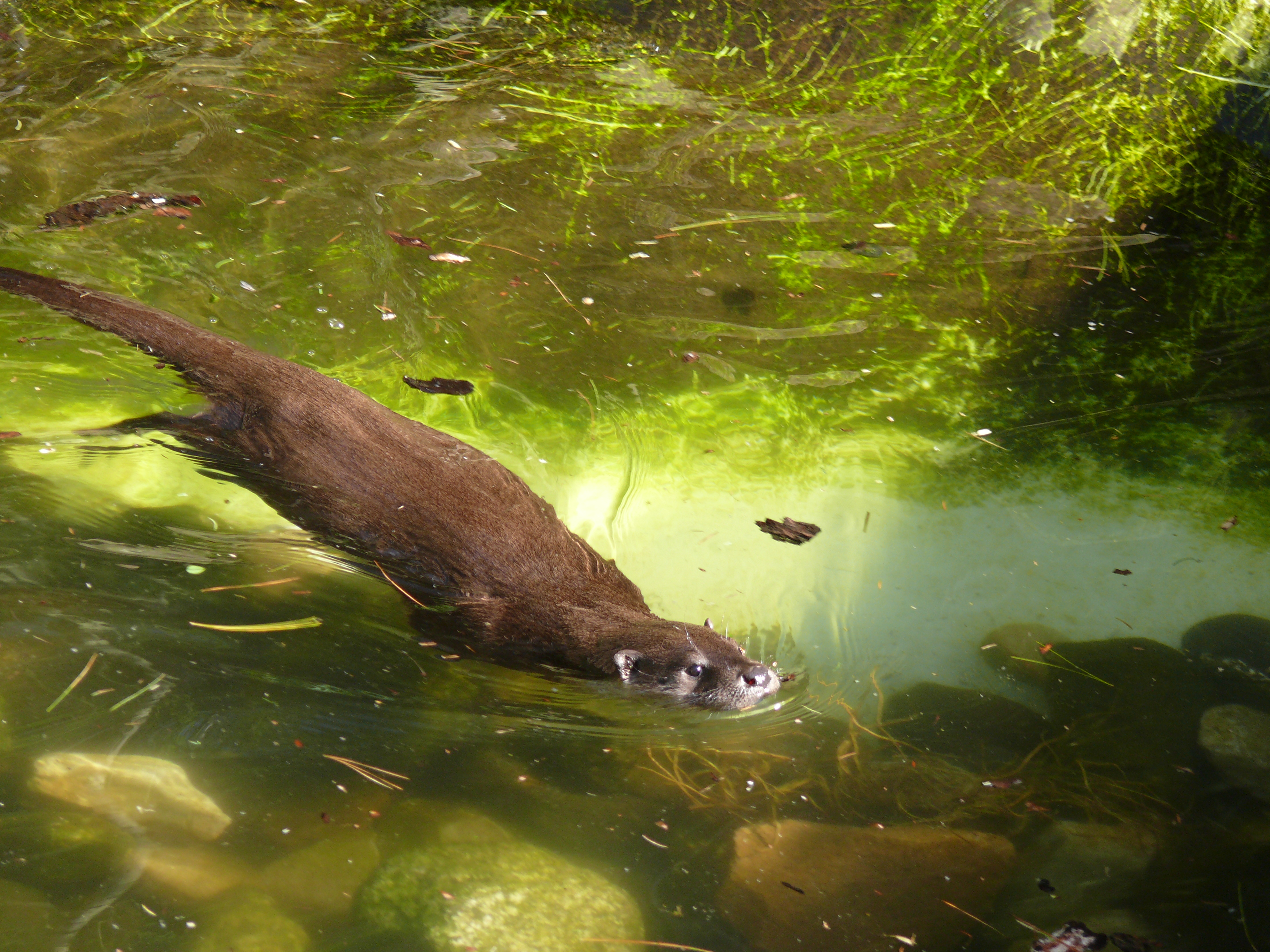
Fischotter (Lutra lutra)
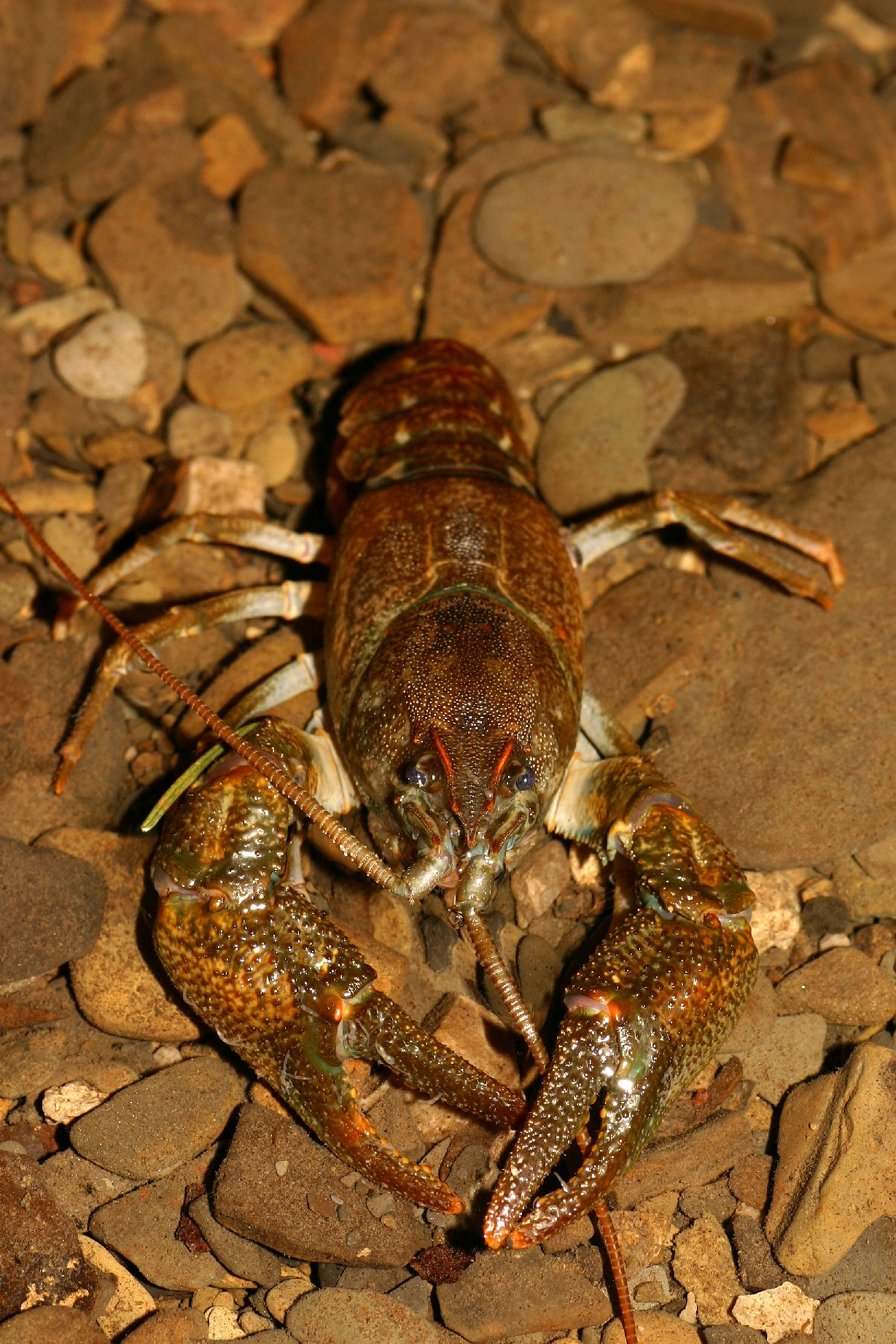
Steinkrebs (Austropotamobius torrentium)
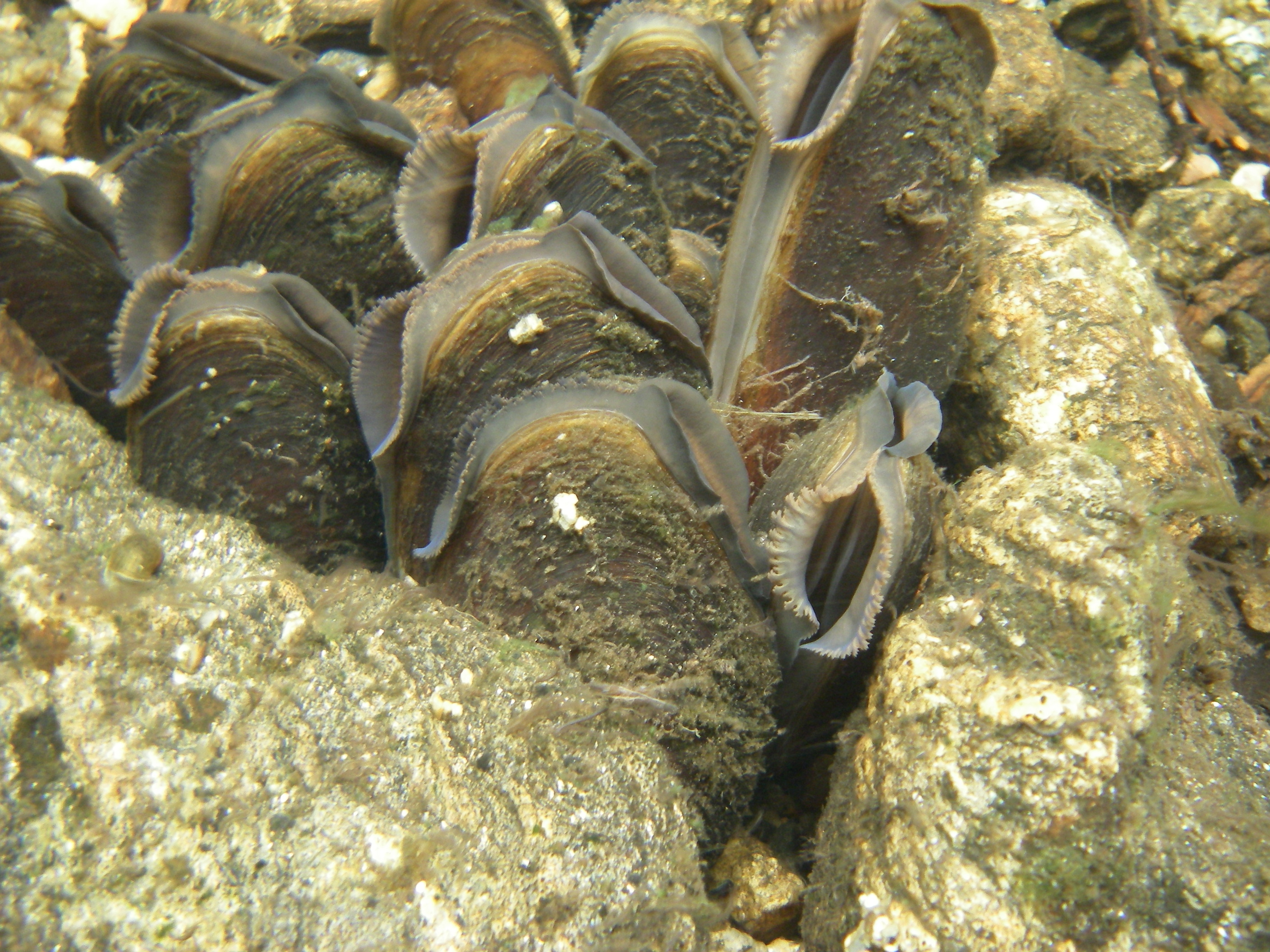
Flussperlmuschel (Margaritifera margaritifera)
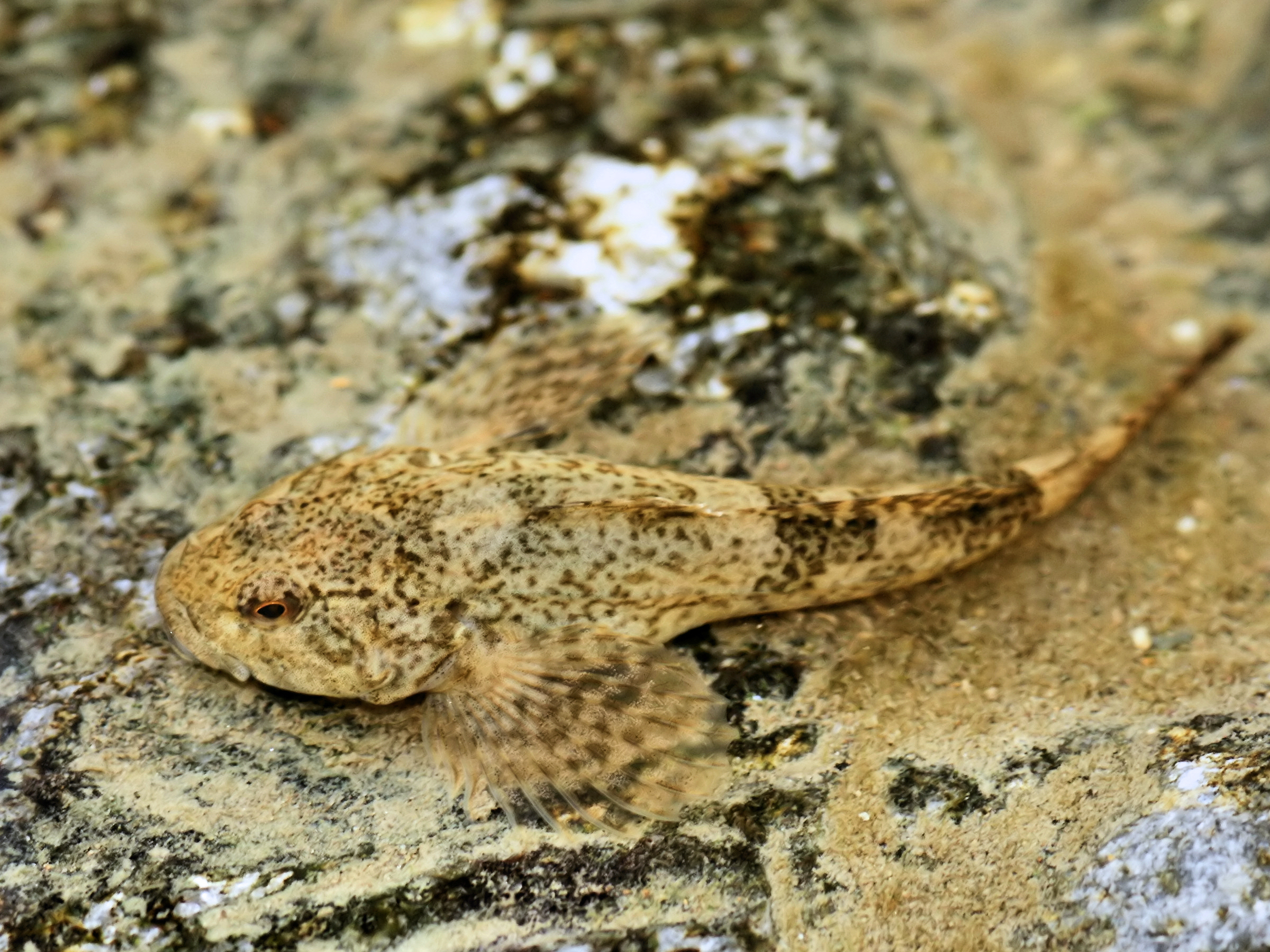
Groppe (Cottus gobio)

## Beeinträchtigungen
Am 22. Mai 2012 bewilligte die Niederösterreichische Landesregierung den Bau einer Umfahrungsstraße, die das Zwettltal im Natura 2000-Schutzgebiet quert. Über das Tal wird eine Brücke mit einer Länge von 206,20 m und einer Höhe von 26,0 m errichtet werden. Die Hangwälder wurden für den Straßenbau gerodet.
Im Jahr 2014 wurde bekannt, dass entlang der Zwettl ein Forstweg im Natura 2000-Gebiet errichtet werden soll, für den Teile des prioritär zu schützenden Schlucht- und Hangmischwalds sowie Felsen entfernt werden müssen. Aufgrund der Führung direkt an der Zwettl sind zusätzlich die Gewässerlebewesen betroffen.
Mehrere Bauaktivitäten im oder unmittelbar am Natura 2000-Gebiet führen zu einem immer größeren Druck auf das Schutzgebiet und die geschützten Arten und Lebensräume (Luftbildvergleiche 2003 bis 2011).